# Hyphalosaurus
Hyphalosaurus is een geslacht van uitgestorven reptielen uit de orde Choristodera. Dit dier geldt als een van de meest voorkomende fossiele dieren in de Yixian-formatie uit de Chinese provincie Liaoning.
Van Hyphalosaurus zijn exemplaren van verschillende leeftijden bekend, variërend van embryo’s in eieren tot volwassen dieren. Diverse jonge exemplaren werden aanvankelijk aangeduid als Sinohydrosaurus. Later bleek echter dat het jongen van Hyphalosaurus waren. Hyphalosaurus kon een lengte van ongeveer 150 cm bereiken. Het was een aquatisch dier met een lange nek en staart en korte poten. Waarschijnlijk leek Hyphalosaurus wat betreft leefwijze en uiterlijk enigszins op een krokodil.

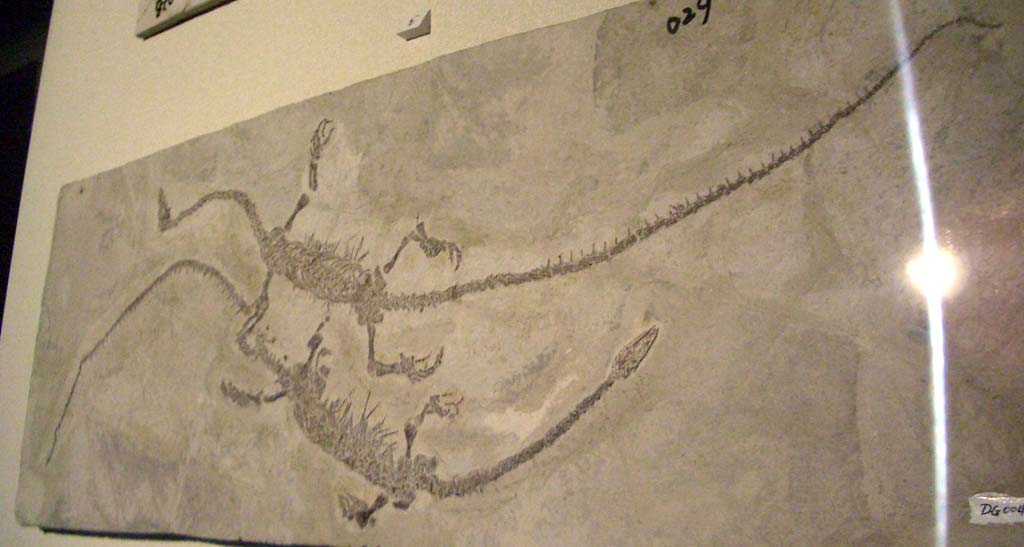
Hyphalosaurus baitaigouensis.
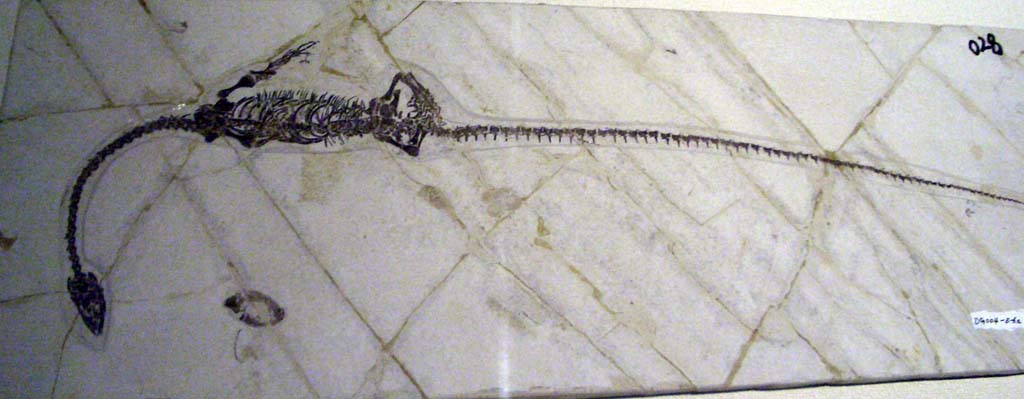
Hyphalosaurus baitaigouensis
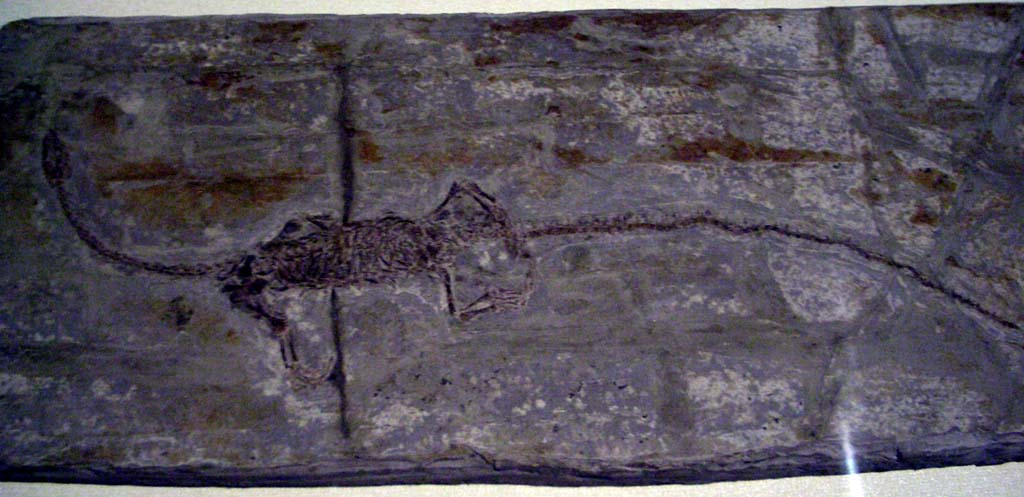
Sinohydrosaurus
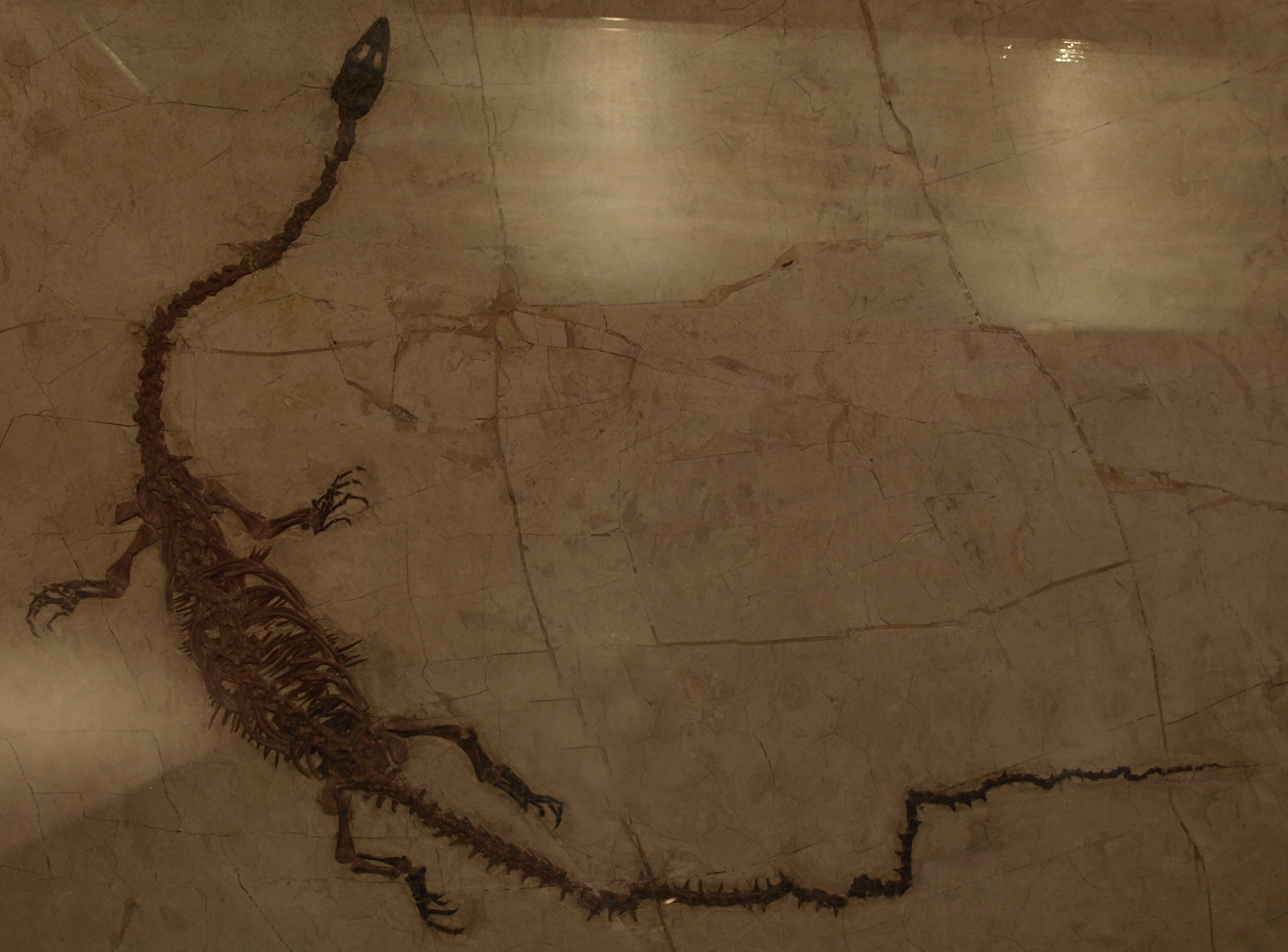
Hyphalosaurus lingyuanensis